# 山手斉
山手 斉（やまて ひとし、1960年<昭和35年>8月21日 - ）は、日本の地方公務員。東京都交通局長、同政策企画局長、同総務局長を経て東京都競馬常務取締役。

## 人物・経歴
1983年 慶應義塾大学法学部卒業。2015年7月 東京都総務局理事(人権担当)職員共済組合事務局長兼務、2016年4月 東京都交通局長、東京五輪を迎えるに当たって英語が話せるコンシェルジュの配置を拡大、タブレット端末を都営地下鉄全駅に配備、翻訳ソフトなど様々なアプリなどを活用するなど外国人旅行者対策を行った。2019年7月 東京都政策企画局長、「未来の東京」戦略ビジョンを策定し、「Children」、「Choju」、「Community」の３つのＣを軸として、「人を活かし輝かせる」という観点から大きな方向性を打ち出した。2020年7月 東京都総務局長、2021年3月 東京都庁退職。同年6月 一般財団法人東京都人材支援事業団理事長、2022年3月 東京都競馬常務取締役、同年4月 株式会社eパドック代表取締役社長。